# Dave Campo
Dave Cross Campo (Groton, Connecticut, 1947. július 18. –) amerikai amerikaifutball-játékos és -edző, 2018–2019-ben a USC Trojans tanácsadója. 2000 és 2002 között a Dallas Cowboys vezetőedzője volt.

## Tanulmányai
A Robert E. Fitch középiskolában és a Közép-connecticuti Állami Egyetemen amerikai futballozott és baseballozott. Baseballjátékosként kétszer választották az All-East csapat tagjának. 1999-ben az egyetem történetében elsőként egészségügyi és testnevelési díszdoktori címet kapott.

## Edzőként
1971–1972-ben alma matere munkatársa volt, majd különböző egyetemi csapatok edzőhelyettese és a defensive backek edzője volt. 1987-ben a Miami Hurricanes másodedzője lett; az évben a csapat országos bajnok lett, Bennie Blades safety pedig elnyerte a Jim Thorpe-díjat.

### Dallas Cowboys
1989-ben a Dallas Cowboys védőedző-helyettese lett. Miután Dick Nolan az 1990-es szezont követően távozott, a defensive backek edzőjel lett és részt vett az 1992-es és 1993-as Super Bowlon. 1994-ben védőkoordinátor lett; a csapat ebben az évben megnyerte a Super Bowlt. 2000. január 26-án Chan Galley kirúgását követően vezetőedző lett. Vezetőedzőként töltött első szezonjában a csapat 5–11-es eredményt ért el. A 2001-es szezonban ugyanilyen eredményt értek el; ugyan Campót a kevésbé gyakorlott csapattal elért eredményei miatt elismerték, a hálaadás napi 26–24-es eredmény miatt többen kritizálták.
2002-ben La’Roi Glover és Antonio Bryant leigazolása miatt jobb eredményekre számítottak, és szerepeltek az HBO Hard Knocks című filmjében, ahol Campo munkásságát elismerték. A szezon 5–11-es eredményét követően Campót kirúgták; ő a csapat egyetlen győztes szezon nélküli edzője.
2008 januárja és 2011 között a csapat másodedzője volt.

### NFL
2003-as kirúgását követően a Cleveland Browns védőkoordinátora lett; felettese, Butch Davis lemondásakor kirúgták. 2005 és 2007 között a Jacksonville Jaguarsnél Jack Del Rio vezetőedző helyettese volt.

### Kansas Jayhawks
2012. január 13-án a Kansas Jayhawks védőkoordinátora és defensive backjeinek edzője lett. A 2015-ös szezont követően távozott.

### USC Trojans
2018 augusztusában a USC Trojans védőkoordinátora, Clancy Pendergast tanácsadója lett; 1972 óta ez volt az első alkalom, hogy nem edzői pozíciót töltött be.

## Eredményei vezetőedzőként
| Csapat         | Év        | GY | V  | D | %    | Helyezés |
| -------------- | --------- | -- | -- | - | ---- | -------- |
| Dallas Cowboys | 2000      | 5  | 11 | 0 | .313 | 4.       |
| Dallas Cowboys | 2001      | 5  | 11 | 0 | .313 | 5.       |
| Dallas Cowboys | 2002      | 5  | 11 | 0 | .313 | 4.       |
| Összesen:      | Összesen: | 15 | 33 | 0 | .313 | –        |

## Fordítás
- Ez a szócikk részben vagy egészben  a   Dave Campo című angol Wikipédia-szócikk ezen változatának fordításán alapul.  Az eredeti cikk szerkesztőit annak laptörténete sorolja fel. Ez a jelzés csupán a megfogalmazás eredetét és a szerzői jogokat jelzi, nem szolgál a cikkben szereplő információk forrásmegjelöléseként.